# Chrysso shimenensis
Chrysso shimenensis är en spindelart som beskrevs av Tang, Yin och Peng 2003. Chrysso shimenensis ingår i släktet Chrysso och familjen klotspindlar. Inga underarter finns listade i Catalogue of Life.